# Cal Delfín
Cal Delfín és una obra de Cervera (Segarra) protegida com a Bé Cultural d'Interès Local.

## Descripció
Cal Delfín és una casa situada a la cantonada entre el carrer Combat i el carrer Burgos, al centre del municipi. L'edifici està dividit en dos cossos verticals -separats visualment per una canalera- amb planta baixa, dos pisos i galeria superior. A la planta baixa s'obren dues portes amb dos finestrals al costat, mentre les obertures dels dos pisos no són simètriques. El primer pis presenta una sola finestra al cos de l'esquerra, i un balcó i una finestra al de la dreta, mentre el segon pis presenta una finestra al cos de l'esquerra i un balcó a la dreta. La part més homogènia la constitueix la galeria d'arcs de mig punt rebaixats, situada a la part més alta de l'edifici, amb dues arcuacions a cada un dels cossos -quatre en tota la façana. Finalment, la façana lateral també presenta obertures menors a la part alta. Val a dir que tot l'edifici presenta un parament arrebossat -exceptuant alguns carreus de pedra picada descoberts a la part inferior de la cantonada amb el carrer Burgos- que fa pocs anys fou pintat de color salmó. La coberta és de dos aiguavessos amb el carener paral·lel a la façana principal.

## Història
Els baixos de la casa, utilitzats com a cafeteria, tenen al seu interior les restes d'un antic forn de pa, conegut com Cal Delfin.